# Nicola D’Arienzo
Nicola D’Arienzo (* 24. Dezember 1842 in Neapel; † 25. April 1915 ebenda) war ein italienischer Komponist, Musikschriftsteller und Musikpädagoge.

## Leben und Werk
Nicola D’Arienzo war Schüler der Komponisten Vincenzo Fioravanti und Saverio Mercadante.
1872 wurde er Musiklehrer an der Real Albergo dei Poveri in Neapel und 1877 auch Kontrapunkt- und Kompositionslehrer am Königlichen Konservatorium in derselben Stadt. 1879 wurde er Direktor des letztgenannten Institutes. Ab 1904 wirkte er auch als Lehrer für Musikgeschichte dort.
Er verfasste die musiktheoretischen Schriften Il sistema tetracordale nella musica moderna (1878), Scuola di composizionen musicale (1899) und einige Studien zur Operngeschichte. Er komponierte mehrere Opern, Kammer-, Chor- und Orchesterwerke.
Zu D’Arienzos Schülern gehörten unter anderem Ruggero Leoncavallo, Camillo de Nardis, Lorenzo Filiasi und Antonio Savasta (1873–1959).

## Werke von Nicola D’Arienzo (Auswahl)

### Opern
- La fidanzata del perrucchiere (komische Oper, Neapel 1860).
- I due mariti (Oper, Neapel, 1866).
- Le rose (Oper, Neapel, 1866).
- Il cacciatore delle Alpi (Oper, Neapel, 1869).
- Il cuoco (Oper, Neapel, 1873).
- I viaggi (Oper, Mailand, 1875).
- La figlia del diavolo (seriöse Oper, 1879).
- La fiera (Oper, 1887).
- Lesbo di Rodio (seriöse Oper ohne Aufführung).
- Capitan Fracass (seriöse Oper ohne Aufführung).

### Sonstige Musik
- 2 Cellokonzerte
- 2 Violinkonzerte
- Chor- und Orchesterwerke